# Suelo (gimnasia)

Animación de un salto mortal.

Los ejercicios de suelo (también denominado gimnasia a manos libres o gimnasia de suelo) hace referencia a unas disciplinas de gimnasia. Inicialmente, los ejercicios se realizaban en el suelo de un pabellón normal. Hoy en día, el contenido clásico en deporte escolar y popular utiliza una pista creada alineando colchonetas de suelo o, más raramente, una pesada colchoneta rodante difícil de manejar por los niños. Aquí, el movimiento sólo es posible en una dirección o en la dirección opuesta. En los deportes avanzados de rendimiento y competición, a menudo denominados gimnasia artística, esta dirección es arbitraria. El área de competición en este caso es de 12 m × 12 m y también se puede conseguir colocando colchonetas. Una variante elaborada consiste en una subestructura ligeramente elástica con corredores de cubierta tumbados sobre ella. Se puede encontrar en competiciones o sólo en algunos gimnasios y entonces preferiblemente en una estructura permanente.
Las competiciones de este deporte son masculinas y femeninas. La abreviatura de esta prueba para los eventos gimnásticos es FX, por el término en inglés "floor exercise".
Un suelo elástico se utiliza en la gimnasia para proporcionar más rebote, y también ayudar a prevenir posibles lesiones en las articulaciones de las extremidades inferiores de los gimnastas debido a la naturaleza del aparato, que incluye los repetidos golpes necesarios para entrenarlo. Las animadoras también utilizan suelos elásticos para practicar. El elástico utilizado para el atletismo en pista cubierta, sin embargo, está diseñado para reducir el rebote.
El ejercicio de suelo debe cubrir el área completa del tapiz con varias diagonales y se compone principalmente de elementos acrobáticos, combinados con elementos gimnásticos de fuerza y equilibrio, elementos de flexibilidad, apoyos invertidos y combinaciones coreográficas, formando un ejercicio con ritmo armonioso. En la modalidad femenina incluye elementos acrobáticos, flexibilidad, de danza, saltos y giros con cambios de dirección.

## Dimensiones
Las características de este aparato, que son iguales para la modalidad masculina y femenina, están fijadas por la Federación Internacional de Gimnasia:
- Superficie: 12 m  x 12 m.[5]
- Zona de seguridad: 2 m.[6][7] 2:m</ref>

## Ejercicios

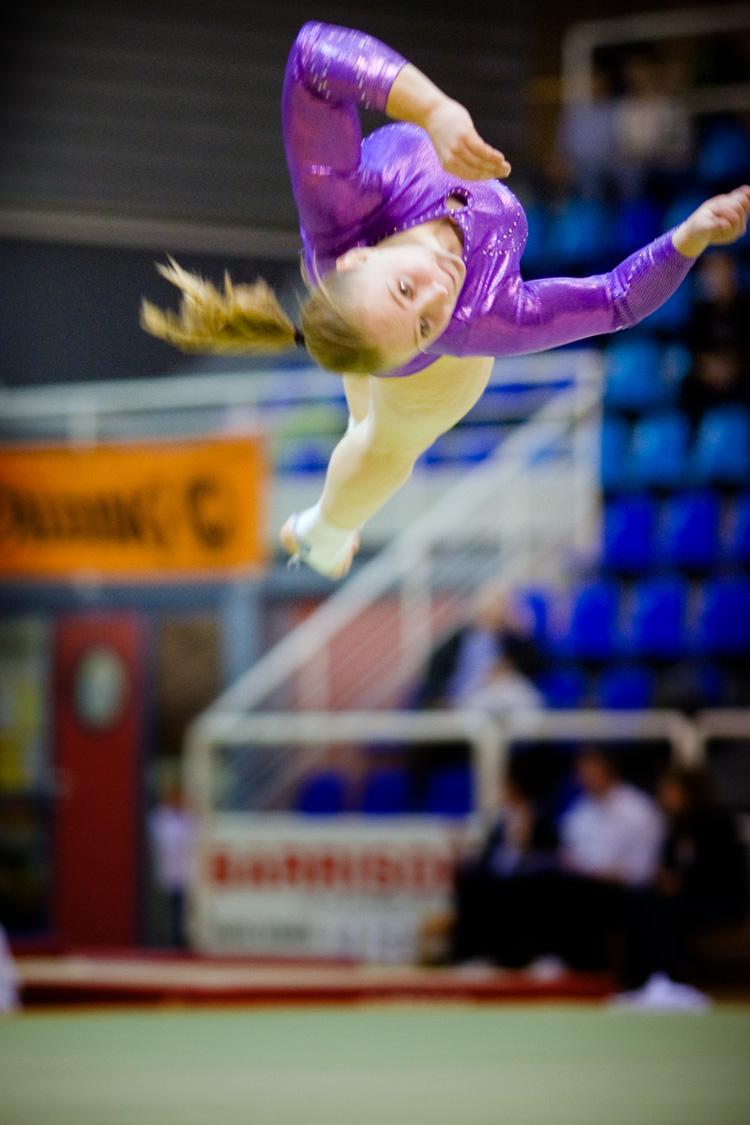
Una gimnasta realizando un giro en el suelo.

Un ejercicio de suelo de competición se basa en una secuencia de acrobacias. Los gimnastas realizan las series principales en la diagonal del cuadrado definido por el suelo. A nivel de competición internacional, un movimiento completo suele contener entre tres y cuatro diagonales.
A estos elementos acrobáticos, los hombres añaden elementos de fuerza (por ejemplo, planchas) y de equilibrio (círculos Thomas). La duración total de un ejercicio es de aproximadamente un minuto.
El ejercicio de suelo femenino es el único tipo de programa de gimnasia artística que se realiza con música, el mismo  dura aproximadamente 1 min 30 s. El desempeño del deportista se evalúa por la complejidad de los elementos realizados, su limpieza y la ausencia de errores. En las competiciones femeninas, los jueces también tienen en cuenta el nivel de formación coreográfica. Los elementos acrobáticos de los ejercicios de suelo incluyen saltos mortales, saltos mortales, splits, paradas de manos y otros, así como sus combinaciones. Un elemento característico de los ejercicios de suelo es una secuencia acrobática: una serie de saltos y volteretas realizados en diagonal sobre la colchoneta, de una esquina a otra, estos últimos se tienen en cuenta en la puntuación, y cuentan cada vez más. Para las mujeres, el programa incluye pasos de baile separados, similares a ejercicios de gimnasia rítmica . Se consideran errores graves las caídas y el abandono del tapiz por parte del deportista. Durante la actuación, el deportista deberá utilizar al máximo la zona de la colchoneta.

### Ejercicios tradicionales

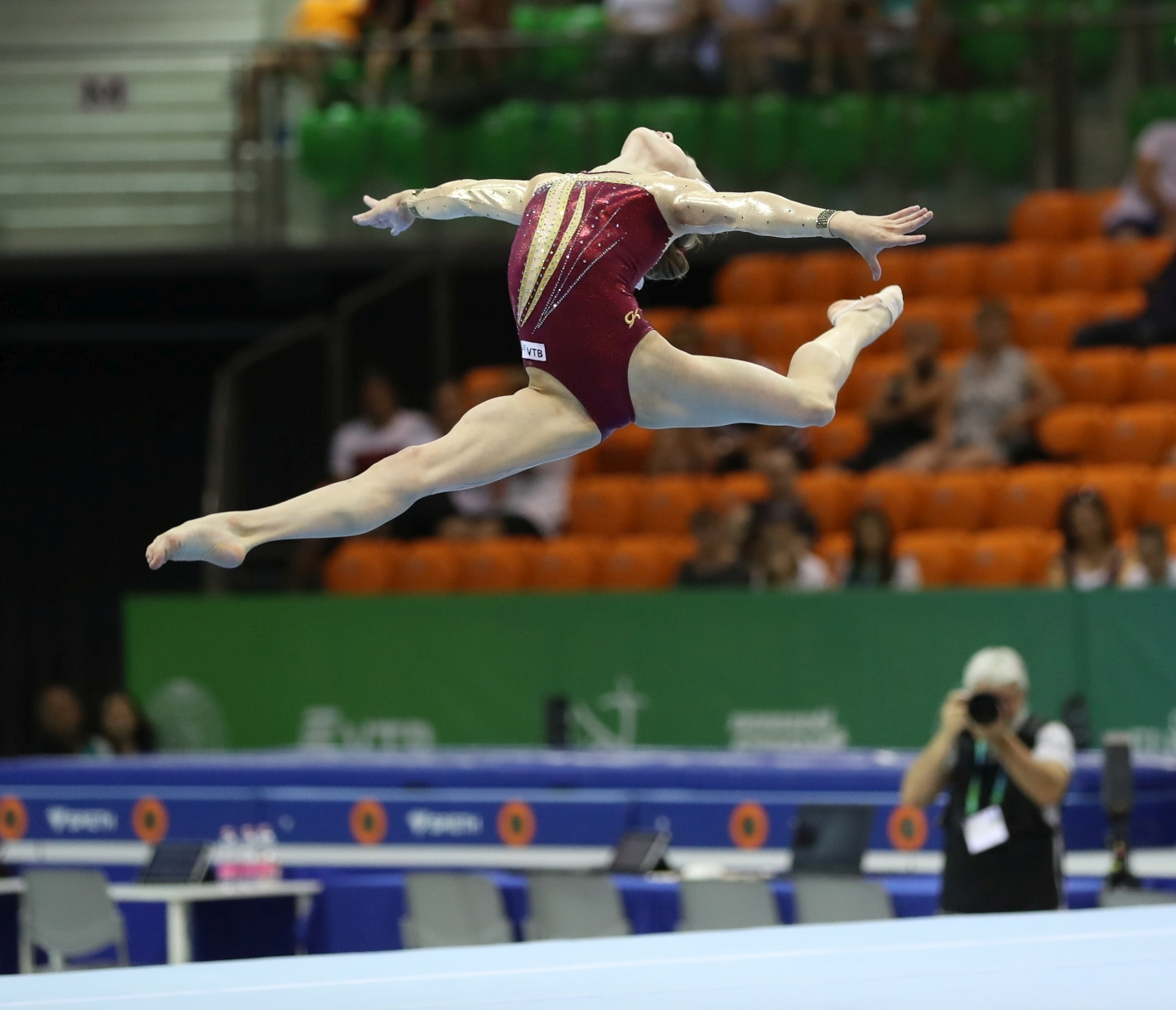
Ejercicio de suelo durante las finales por aparatos de las niñas en el 1er Campeonato del Mundo Junior de Gimnasia Artística de la FIG el 30 de junio de 2019 en Győr, Hungría. En la imagen: Viktoriia Listunova.

Entre los ejercicios tradicionalmente realizados por los gimnastas en el suelo, se cuentan:
- Voltereta hacia atrás (back handspring): un movimiento de voltereta clave que implica una voltereta hacia atrás hasta la posición de parada de manos y, a continuación, una voltereta hacia delante hasta la posición original de pie.
- Voltereta hacia adelante (frontal handspring): igual que el handspring hacia atrás, sólo que el gimnasta empieza corriendo apoya sus manos y realiza una voltereta hacia adelante hasta la posición de parada de manos y se mueve hacia adelante hasta la posición de pie.
- Caminata frontal (front walkover): Similar a una voltereta hacia adelante, pero en una caminata frontal, las piernas de la gimnasta se mueven una tras otra, dando como resultado un movimiento suave y fluido.
- Caminata hacia atrás (back walkover): el reverso de una caminata frontal donde una vez más las piernas del gimnasta se mueven fluidamente una tras otra.
- Voltereta: también conocida como voltereta frontal, consiste en una voltereta hacia delante a lo largo del suelo con las rodillas metidas o en posición de pica.
- Voltereta hacia atrás: el reverso de una voltereta, con las rodillas metidas y una voltereta hacia atrás a lo largo del suelo.
- Rueda de carro: rotación lateral del cuerpo en la que la gimnasta comienza en posición de pie, gira lateralmente con las manos en el suelo y las piernas en posición dividida, y continúa rotando hasta volver a la posición de pie.
- Roundoff: una maniobra estilo rueda de carro que implica una media rotación, una breve pausa en posición de parada de manos y un retorno a la posición original de pie.
- Voltereta aérea lateral: también conocida como aérea lateral o simplemente aérea, consiste en una voltereta realizada en el aire, en la que las manos no tocan el suelo.
- Salto mortal: también conocida como voltereta frontal, es similar a la voltereta aérea en la que el gimnasta realiza una vuelta completa sin tocar el suelo. A diferencia de una voltereta, una voltereta aérea implica una voltereta hacia delante, no hacia los lados.
- Salto recto: un salto hacia delante en el que la gimnasta mantiene las piernas rectas durante el vuelo y al aterrizar.
- Salto de tijera: También llamado salto de cambio, es un salto hacia delante en el que las piernas se mueven en forma de tijera.
- Salto dividido: Salto hacia delante en carrera en el que la gimnasta pasa por la posición de split mientras está en el aire.
- Parada de manos cruzada: Variante de la parada de manos en la que las manos se colocan muy juntas en el suelo.

## Ganadores olímpicos en esta modalidad

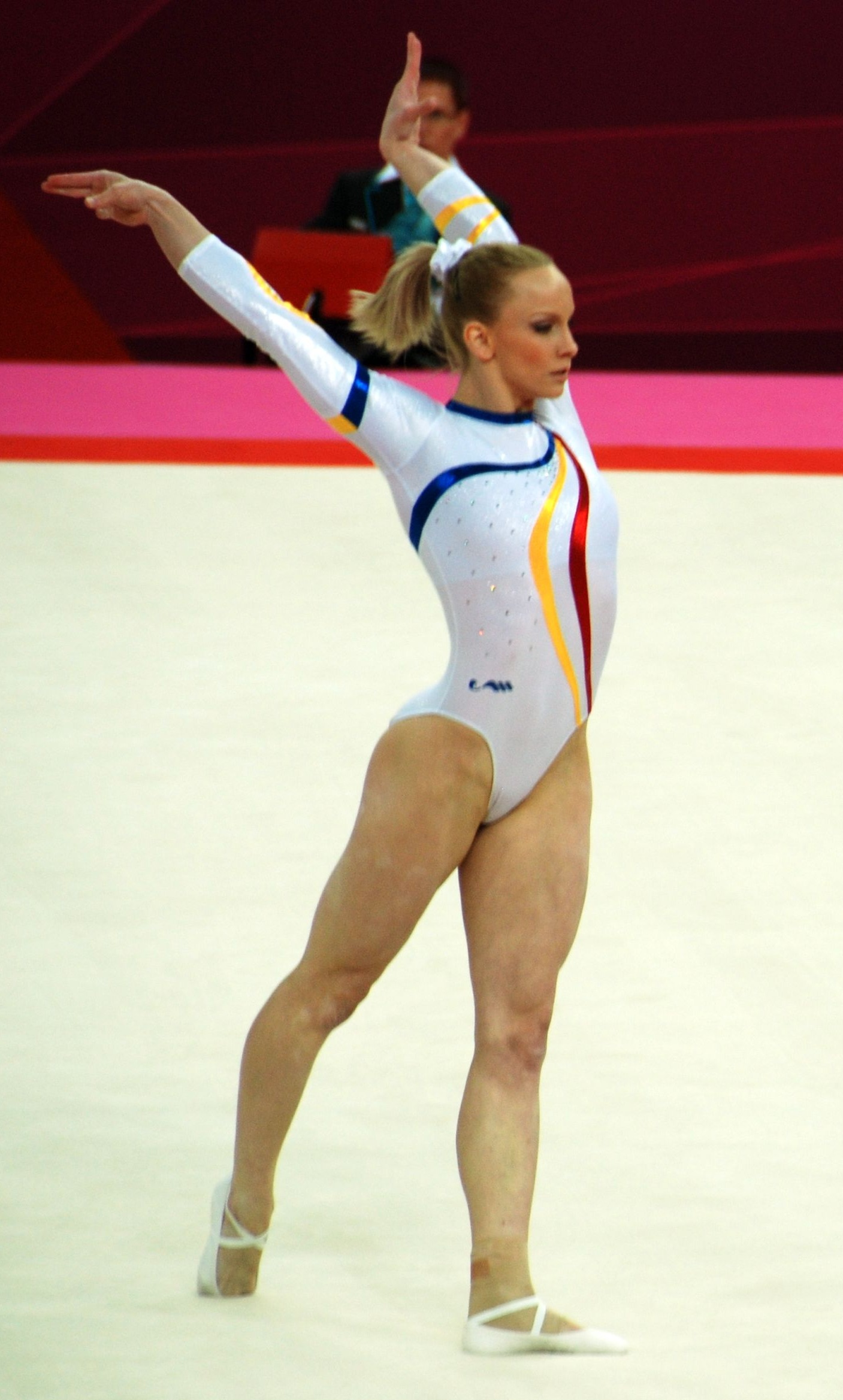
Ejercicio de la rumana Sandra Izbașa, campeona olímpica en 2008, durante las Olimpiadas de Londres 2012.

### Masculino
| Edición             | Oro                  | Plata                                             | Bronce                         |
| ------------------- | -------------------- | ------------------------------------------------- | ------------------------------ |
| Los Ángeles 1932    | István Pelle         | Georges Miez                                      | Mario Lertora                  |
| Berlín 1936         | Georges Miez         | Josef Walter                                      | Konrad Frey Eugen Mack         |
| Londres 1948        | Ferenc Pataki        | János Mogyorósi-Klencs                            | Zdenek Ruzicka                 |
| Helsinki 1952       | William Thoresson    | Jerzy Jokiel Tadao Uesako                         | no otorgada                    |
| Melbourne 1956      | Valentin Muratov     | Nobuyuki Aihara Viktor Chukarin William Thoresson | no otorgada                    |
| Roma 1960           | Nobuyuki Aihara      | Yuri Titov                                        | Franco Menichelli              |
| Tokio 1964          | Franco Menichelli    | Yukio Endo Viktor Lisitsky                        | no otorgada                    |
| México 1968         | Sawao Kato           | Akinori Nakayama                                  | Takeshi Katō                   |
| Munich 1972         | Nikolai Andrianov    | Akinori Nakayama                                  | Shigeru Kasamatsu              |
| Montreal 1976       | Nikolai Andrianov    | Vladimir Marchenko                                | Peter Kormann                  |
| Moscú 1980          | Roland Brückner      | Nikolai Andrianov                                 | Alexander Dityatin             |
| Los Ángeles 1984    | Li Ning              | Lou Yun                                           | Koji Sotomura Philippe Vatuone |
| Seúl 1988           | Serguéi Jarkov       | Vladímir Artiómov                                 | Yukio Iketani Lou Yun          |
| Barcelona 1992      | Li Xiaoshuang        | Yukio Iketani Grigori Misiutin                    | no otorgada                    |
| Atlanta 1996        | Ioannis Melissanidis | Li Xiaoshuang                                     | Alexei Nemov                   |
| Sídney 2000         | Igors Vihrovs        | Alexei Nemov                                      | Yordan Yovchev                 |
| Atenas 2004         | Kyle Shewfelt        | Marian Drăgulescu                                 | Yordan Yovchev                 |
| Pekín 2008          | Zou Kai              | Gervasio Deferr                                   | Anton Golotsutskov             |
| Londres 2012        | Zou Kai              | Kōhei Uchimura                                    | Denis Ablyazin                 |
| Río de Janeiro 2016 | Max Whitlock         | Diego Hypólito                                    | Arthur Mariano                 |
| Tokio 2020          | Artem Dolgopyat      | Rayderley Zapata                                  | Xiao Ruoteng                   |
| París 2024          | Carlos Yulo          | Artiom Dolgopiat                                  | Jake Jarman                    |

### Femenino
| Edición             | Oro                          | Plata                     | Bronce                                       |
| ------------------- | ---------------------------- | ------------------------- | -------------------------------------------- |
| Helsinki 1952       | Ágnes Keleti                 | Maria Gorokhovskaya       | Margit Korondi                               |
| Melbourne 1956      | Ágnes Keleti Larisa Latynina | no otorgada               | Elena Leuşteanu                              |
| Roma 1960           | Larisa Latynina              | Polina Astakhova          | Tamara Lyukhina                              |
| Tokio 1964          | Larisa Latynina              | Polina Astakhova          | Anikó Ducza                                  |
| México 1968         | Věra Čáslavská Larisa Petrik | no otorgada               | Natalia Kuchinskaya                          |
| Munich 1972         | Olga Korbut                  | Ludmilla Tourischeva      | Tamara Lazakovich                            |
| Montreal 1976       | Nellie Kim                   | Ludmilla Tourischeva      | Nadia Comăneci                               |
| Moscú 1980          | Nadia Comăneci Nellie Kim    | no otorgada               | Maxi Gnauck Natalia Shaposhnikova            |
| Los Ángeles 1984    | Ecaterina Szabo              | Julianne McNamara         | Mary Lou Retton                              |
| Seúl 1988           | Daniela Silivaș              | Svetlana Boginskaya       | Diana Dudeva                                 |
| Barcelona 1992      | Lavinia Miloșovici           | Henrietta Ónodi           | Cristina Bontaș Tatiana Gutsu Shannon Miller |
| Atlanta 1996        | Lilia Podkopayeva            | Simona Amânar             | Dominique Dawes                              |
| Sídney 2000         | Elena Zamolodchikova         | Svetlana Khorkina         | Simona Amânar                                |
| Atenas 2004         | Cătălina Ponor               | Nicoleta Daniela Șofronie | Patricia Moreno                              |
| Pekín 2008          | Sandra Izbașa                | Shawn Johnson             | Nastia Liukin                                |
| Londres 2012        | Aly Raisman                  | Cătălina Ponor            | Aliya Mustafina                              |
| Río de Janeiro 2016 | Simone Biles                 | Aly Raisman               | Amy Tinkler                                  |
| Tokio 2020          | Jade Carey                   | Vanessa Ferrari           | ROC Angelina Melnikova · Mai Murakami        |
| París 2024          | Rebeca Andrade               | Simone Biles              | Ana Bărbosu                                  |